# Ksenia Perova
Ksenia Vitaljevna Perova (ryska: Ксения Витальевна Перова), född den 8 februari 1989 i Lesnoj, är en rysk bågskytt.
Hon tog OS-silver i lagtävlingen i samband med de olympiska bågskyttetävlingarna 2016 i Rio de Janeiro och 2020 i Tokyo. 2021 tog Perova guld i damernas lagtävling i recurvebåge vid EM i Antalya.